# Manuel Aramayo
Manuel Aramayo (* 24. Dezember 1955; † 13. Juli 1999) war ein bolivianischer Skirennläufer. Er startete ausschließlich im Slalom.

## Karriere
Aramayo nahm 1988 und 1992 jeweils an den Olympischen Winterspielen teil. Sein bestes Ergebnis erzielte er dabei 1988 in Calgary mit Rang 46 im Slalom.

## Privates
Sein Bruder Carlos war ebenfalls als Skirennläufer aktiv.

## Erfolge

### Olympische Winterspiele
- Calgary 1988: 46. Slalom
- Albertville 1992: 57. Slalom